# Kulturpark Kamptal
Koordinaten: 48° 36′ N, 15° 39′ O
Der Kulturpark Kamptal im niederösterreichischen Waldviertel umfasst mehrere Museen und über 40 Erlebnispunkte.

## Lage
Das Gebiet liegt am Nordostrand der Wachau zum Tullnerfeld hin. Es geht über das Kamptal hinaus und erstreckt sich rund um den Manhartsberg, der signifikanten Grenzmarke zwischen Waldviertel und Weinviertel, bis hin zum benachbarten Schmidatal.
Der Park umfasst die Mitgliedsgemeinden Langenlois und Hadersdorf-Kammern, Schönberg, Gars, Rosenburg-Mold und Altenburg im Kamptal, Horn, sowie Straß, Maissau, Burgschleinitz-Kühnring im Straßertal und Eggenburg.

## Geologie
Das Terrain besteht aus dem Südostabbruch des ältesten Gebirges Österreichs, dem Granit- und Gneishochland des Rumpfgebirges der Böhmischen Masse, und spannt den Bogen bis zu den jungen Ablagerungen der Paratethys, die das Alpen-Karpaten-Vorland und ab hier ostwärts das Urstromtal der Donau formen, die in der Wachau zwischen Waldviertel und Dunkelsteinerwald die böhmische Granitmasse durchbrochen hat. Damit illustriert es das durch die Auffaltung der Alpen entstandene nordalpine Molassemeer, und die Grundelemente der Erdgeschichte Niederösterreichs.

## Geschichte des Parks
Der Kulturpark wurde in den Jahren von 1992 bis 1996 von zehn Gemeinden als Tourismusprojekt (Tourismusverband Kulturpark Kamptal in Gars) erarbeitet und im Jahr 1996 eröffnet. In den Jahren 2002/2003 wurde er im Rahmen eines LEADER-Projekts in einen Geopark weiterentwickelt und der Fokus „Das Werden der Landschaft“ stärker hervorgehoben.
Anlässlich der Eröffnung der Amethystwelt in Maissau im Jahr 2004 wurde er von der UNESCO anerkannt, mit unter den ersten der seinerzeit nur weltweit 25 Mitgliedern in diesem weltweiten Netzwerk.

## Museen, Kultur- und Geopunkte
Zentrale Informationsstelle zum Park ist in der Tourismusinformation Gars am Kamp (ehemalige Volksschule, Hauptplatz).
Zu den erschlossenen Angeboten gehören:
- Schloss Grafenegg unweit der Donau
- Schloss Gobelsburg mit Volkskundesammlung
- Weinweg Langenlois[8]
- Privatmuseum Mineralien-Fossilien-Bergbau in Langenlois[9]
- Fossilienschauraum mit Fossiliengrube (Sandgrube) in Obernholz
- Naturpark Kamptal-Schönberg mit Fluß-, Wein-[8] und Waldlehrpfad, Informationszentrum und Sommerfrischemuseum Alte Schmiede in Schönberg[10]
- Ruine Schimmelsprung in Thunau
- Burgruine Gars
- Zeitbrücke-Museum Gars (Heimatmuseum)
- Handelsmuseum Gars (im Rathaus)
- Amethystwelt Maissau
- Schloss Rosenburg mit Falknerei
- Stift Altenburg
- Höbarthmuseum (urgeschichtliche Sammlung) und Landwirtschaftsmuseum Mader in Horn
- Schloss Greillenstein
- Steinmetzhaus Zogelsdorf[11] mit Sandsteinabbau (Weißer Stein)
- Kogelsteine bei Grafenberg (Naturschutzgebiet Fehhaube)
- Krahuletz-Museum Eggenburg (Heimatmuseum)

Längere Routen sind unter anderem der Kamptalradweg.